# Massaker von Ano und Kato Kerdylia
Das Massaker von Ano und Kato Kerdylia (griechisch Σφαγή στα Άνω και Κάτω Κερδύλια oder Σφαγή των Κερδυλίων)  in der nordgriechischen Präfektur Thessaloniki verübte die deutsche Wehrmacht 1941. Dabei wurden mehr als 200 männliche Einwohner erschossen und die beiden Dörfer Ano Kerdylio sowie Kato Kerdylio zerstört. An den Hinrichtungsstätten wurden 1950 zwei kleine Friedhöfe angelegt und an der Kreuzung zwischen den beiden Dörfern 1978 mit staatlichen Mitteln eine Gedenkstätte zu Ehren der Opfer des Massakers errichtet, auf dem alljährlich eine Gedenkfeier abgehalten wird. Der 1950 etwa 5 km entfernt an der Via Egnatia neugegründete Ort Nea Kerdylia (Νέα Κερδύλια) wurde 1998 in die Liste der Märtyrerorte Griechenlands aufgenommen.
Die Schreibweise der Orte wird unterschiedlich mit Kardylia, Kerdyllia, Kerdilia, Kerdylia und Kerdylion,  sowie in deutschen Wehrmachtsakten Kerzilion  angegeben.

## 17. Oktober 1941
Nachdem im Herbst 1941 über durchziehende Partisanen in der nordgriechischen Präfektur Thessaloniki berichtet worden war, wurde der Befehl des Generalfeldmarschalls Wilhelm List umgesetzt und mehrere Dörfer, die verdächtigt wurden als „Bandenrückhalt“ zu dienen, niedergebrannt und die männlichen Dorfbewohner erschossen. Am 17. Oktober 1941 umstellten zwei Bataillone der 164. Infanteriedivision der Wehrmacht die beiden Dörfer Ano Kerdylio und Kato Kerdylio auf die Vermutung hin, dass Partisanen sich dort aufhielten. Die männlichen Bewohner im Alter von 16 bis 60 Jahren wurden zuerst erfasst, anschließend erschossen und die Dörfer zerstört, Frauen und Kinder wurden umgesiedelt. Nach der gleichen Vorgehensweise folgten Zerstörungen weiterer Dörfer und Hinrichtungen männlicher Dorfbewohner aufgrund von Vermutungen, dass die Dörfer Partisanen als Rückzugsorte dienten. Das Massaker von Ano und Kato Kerdylia am 17. Oktober 1941 markierte die erste Massenerschießung von Zivilisten durch die Deutschen Wehrmacht in Nordgriechenland.

## Beurteilung durch die Nachkriegsjustiz
Vergeltungsaktionen zur Sühne oder Abschreckung waren durch einen Erlass des Oberkommandos der Wehrmacht vom 16. September 1941 ausdrücklich angeordnet worden. Das Verbrechen wurde in Nürnberg 1945 im Hauptprozess als "Misshandlung und Tötung der Zivilbevölkerung", und damit als Kriegsverbrechen bewertet. In dem Nürnberger Geiselmordprozess 1947/48 wurde Generalfeldmarschall Wilhelm List zu lebenslanger Haft verurteilt. Eine Verurteilung der unmittelbar Tatbeteiligten fand nicht statt, auch nicht später in Griechenland oder Deutschland.

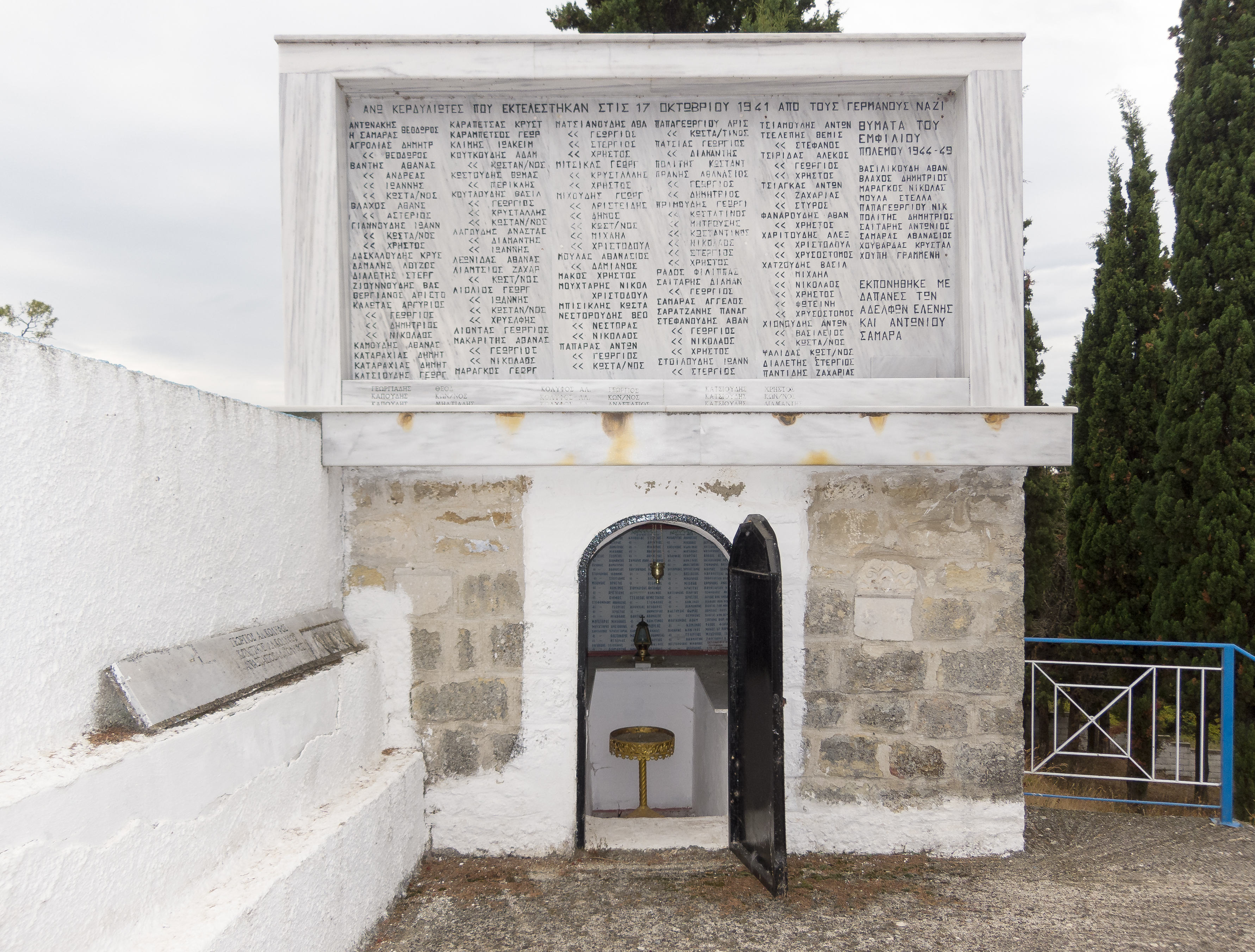
Namen der Erschossenen
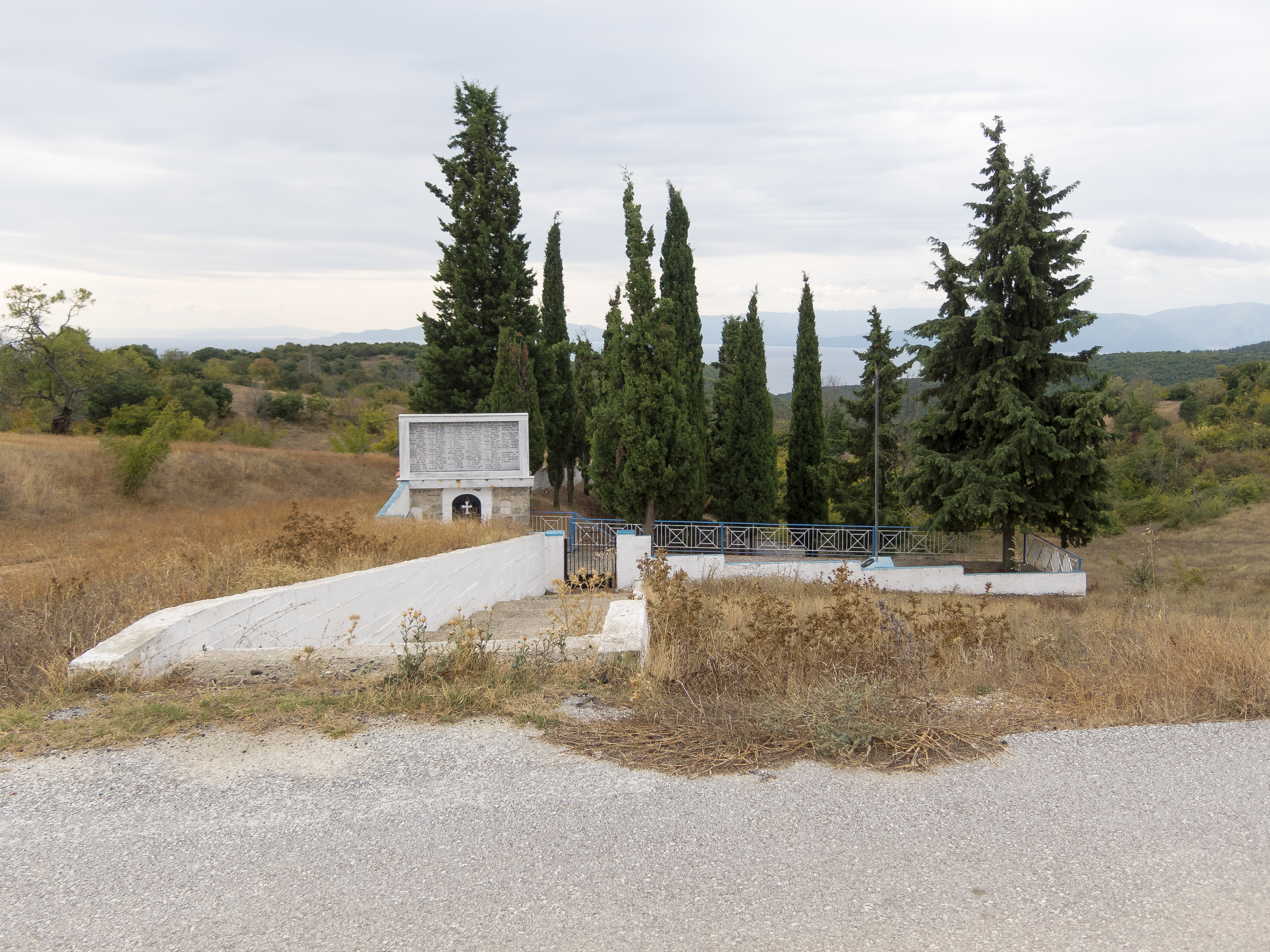
Friedhof von Ano Kerdylio
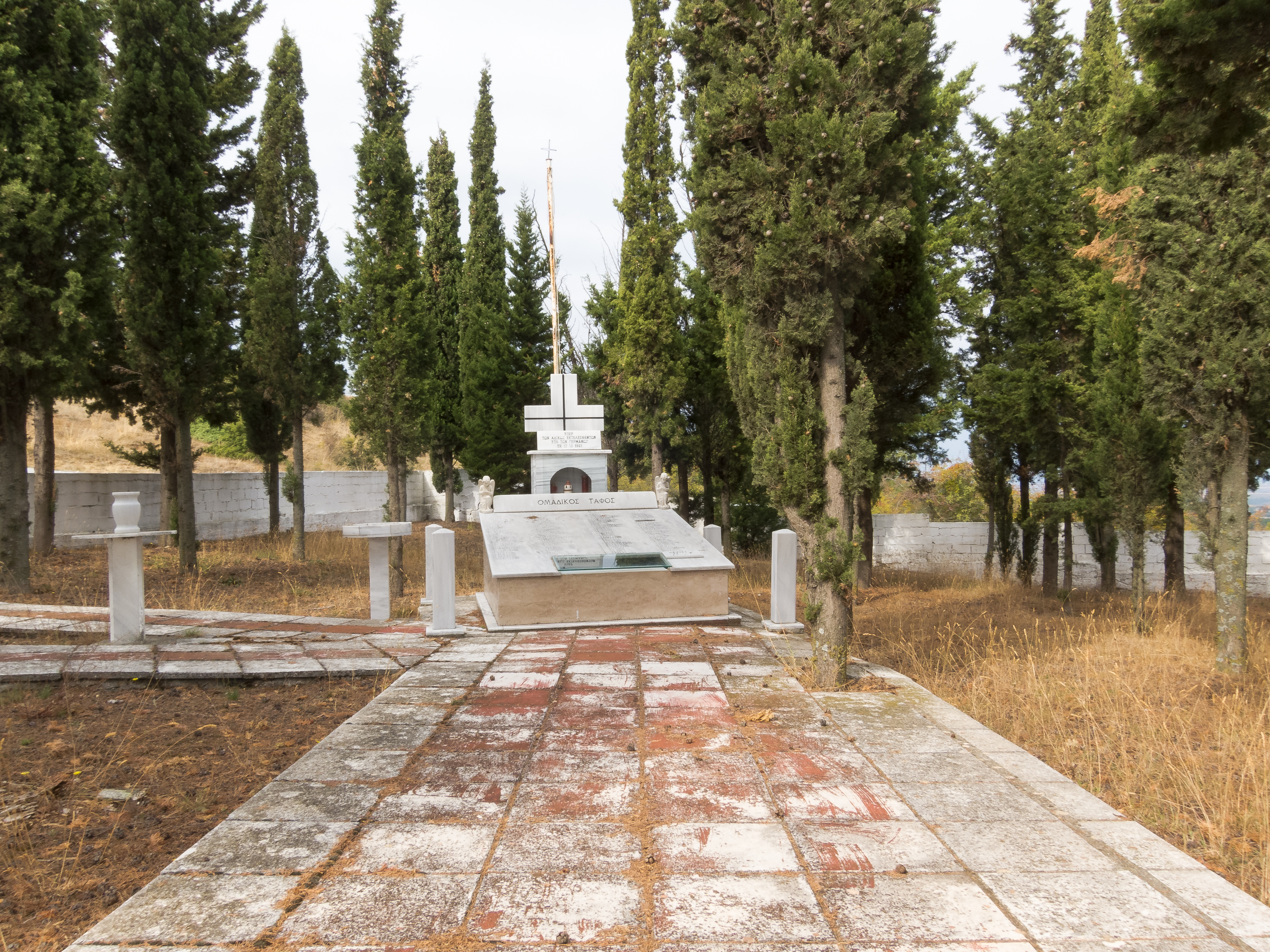
Friedhof von Kato Kerdylio
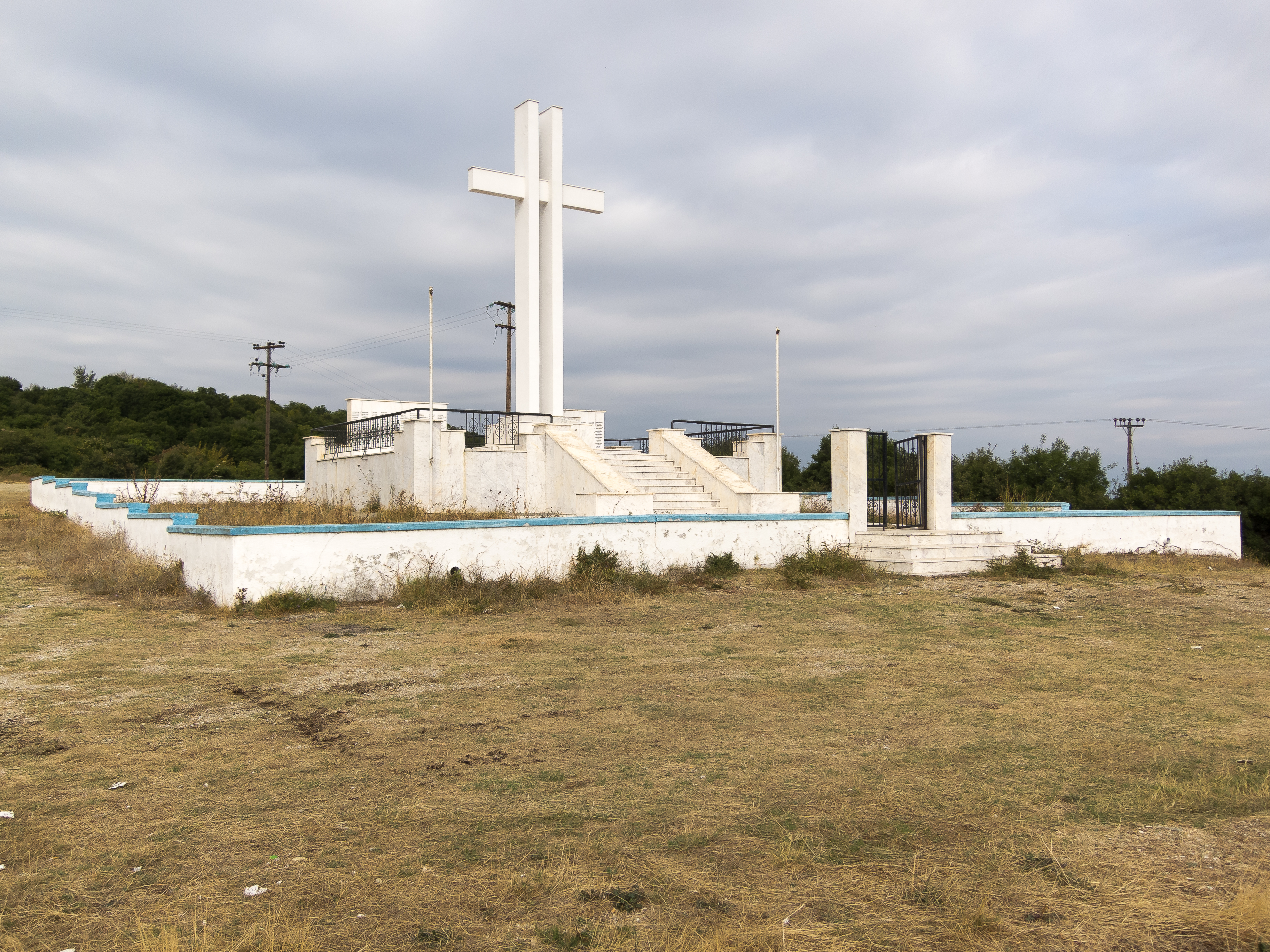
Mahnmal